# Іванов Артем Анатолійович
Артем Анатолійович Іванов (нар. 5 квітня 1988, Дніпро) — український шашкіст. Міжнародний гросмейстер з шашок-64 (2008) та шашок-100 (2015). Майстер спорту України (2005), майстер спорту України міжнародного класу (гросмайстер) (2014). Чемпіон світу з міжнародних шашок серед юніорів до 19 років (2005). Чемпіон Європи з міжнародних шашок у швидкій грі (2014). Чемпіон України з міжнародних шашок (2009-2015).
На чемпіонаті світу з міжнародних шашок 2015 року зайняв четверте місце.

## Життєпис
У лютому 2022 року поряд з іншими українськими спортсменами-шашкістами підписав відкритий лист до FMJD із закликами:
- Офіційно засудити російську агресію та закликати керівництво Росії до негайної зупинки нападу.
- Заборонити всім росіянам брати участь в управлінні "Всесвітньої федерації шашок"[en] (FMJD).
- Заборонити всім російським шашистам брати участь у турнірах FMJD та заборонити всі турніри на території Росії